# Tomakiwka (obwód dniepropetrowski)
Tomakiwka – osiedle typu miejskiego w obwodzie dniepropietrowskim Ukrainy, siedziba władz rejonu tomakiwskiego.
Leży nad rzeką Tomakiwka.

## Historia
Status osiedla typu miejskiego posiada od 1956.
W 1989 liczyła 7697 mieszkańców.
W 2013 liczyła 7132 mieszkańców.